# Ross Ulbricht
Ross William Ulbricht (27 de março de 1984 em Austin, Texas) é um operador de mercado de darknet americano condenado, mais conhecido por criar e administrar o site Silk Road de 2011 até sua prisão em 2013. Ele era conhecido sob o pseudônimo "Dread Pirate Roberts", personagem fictício do romance The Princess Bride (1973) e sua adaptação cinematográfica de 1987.
Ulbricht foi condenado por lavagem de dinheiro, invasão de computadores, conspiração para traficar documentos de identidade fraudulentos e conspiração para traficar narcóticos por meio da Internet em fevereiro de 2015. Ele cumpriu sentença de duas prisões perpétuas mais quarenta anos, sem possibilidade de liberdade condicional, porém, em 21 de janeiro de 2025, Ulbricht recebeu um perdão total e incondicional do presidente dos Estados Unidos Donald Trump.
Anteriormente, o Tribunal de Apelações dos Estados Unidos para o Segundo Circuito confirmou a condenação e sentença em maio de 2017. O Supremo Tribunal dos Estados Unidos recusou-se a ouvir um novo recurso em junho de 2018.Em julho de 2018, um promotor do distrito de Maryland apresentou uma moção para descartar as acusações restantes, entre elas, a de encomendar assassinato, pendentes há cinco anos.
Foi o personagem central do documentário Deep Web (2015), produzido pelo ator e diretor Alex Winter.

## Biografia
Filho de Kirk e Lyn Ulbricht, nasceu em 1984 na cidade de Austin, capital do estado do Texas, Estados Unidos. Passou sua vida escolar na cidade e frequentou uma organização de escoteiros.
Seus pais possuíam casas na Costa Rica, onde costumava passar férias e aprendeu a surfar.
Após o ensino médio, estudou Física na Universidade do Texas, em Dallas, onde se graduou em 2006. Ganhou uma bolsa em um programa de mestrado na Universidade Estadual da Pensilvânia, onde estudou Ciência dos Materiais.
Durante seu tempo na universidade cresceu seu interesse por economia enquanto a ciência lhe parecia menos atraente. Participou de grupos de debate, onde defendeu a filosofia libertária e as teorias de Ludwig von Mises/ Escola Austríaca.
Sua presença em redes sociais também apontava seu novo interesse em economia.
Após concluir a pós-graduação na Pensilvânia, voltou para Austin. Fascinado por economia e decidido a mudar de área, Ross tentou trabalhar com day trading, sem sucesso. Pôs em prática seu lado empreendedor recém descoberto. Após falir uma empresa de videogames,  juntou-se a seu vizinho na Good Wagon Books, uma loja online de livros usados. Após algum tempo ele queria dar uma passo maior e ir além dos livros, o que foi impulsionado pelo estoque da Good Wagon ter sido destruído por uma estante mal montada.

## Envolvimento com a Silk Road

### Criação

Identidades falsas que Ross Ulbricht teria encomendado na própria Silk Road.

Durante seu tempo trabalhando com trading, Ulbricht entrou em contato com Bitcoin, uma criptomoeda virtual que, se usada com cuidado, permite transações anônimas quase impossíveis de serem rastreadas por bancos ou governos.
Ele participou de um fórum sobre Bitcoin, onde demonstrou interesse em empreender, montando uma start-up baseada na moeda. Ross desejava “utilizar teoria econômica como um meio de abolir o uso de coerção e violência entre a humanidade”.
Em suas pesquisas de como viabilizar o negócio descobriu o Tor, um software livre e de código aberto para proteger o anonimato pessoal ao navegar na Internet. 
Em 2011 ele então uniu o Tor e o Bitcoin em um empreendimento, criando a Silk Road, um mercado de vendedores anônimos para compradores anônimos onde se podia vender quase qualquer coisa, não limitado por leis mas pelos princípios de Ulbricht.
A Silk Road cresceu rapidamente. Por suas características de tentar preservar o anonimato de seus usuários, ela se tornou um enorme mercado de artefatos ilegais, chegando a acumular 1 bilhão de dólares em transações em seu auge. Pela sua semelhante forma de operação, foi apelidada de o eBay das coisas ilícitas.

### Prisão
O crescimento da Silk Road atraiu a atenção da mídia e das agências do governo. Em junho de 2011 o jornalista Adrian Chen publicava no Gawker uma matéria sobre o “site obscuro onde se pode comprar qualquer droga imaginável”, aumentando a visibilidade e o tráfego para o site.
Enquanto isso, os senadores do Partido Democrata Charles Schumer e Joe Manchin pressionavam o procurador-geral Eric Holder a agir para o fechamento da Silk Road e a extinção do Bitcoin.
As investigações demoraram a fazer avanços. Seu primeiro sucesso notável foi a prisão de Curtis Green, 47, pseudônimo Chronicpain. Ele havia sido contratado pelo Dread Pirate Roberts, o até então desconhecido mantenedor da Silk Road, como um dos administradores do site. Ele foi solto pouco depois.
Ao saber do contato de Green com agentes federais, Ulbricht teria contratado assassinos de aluguel para matá-lo.

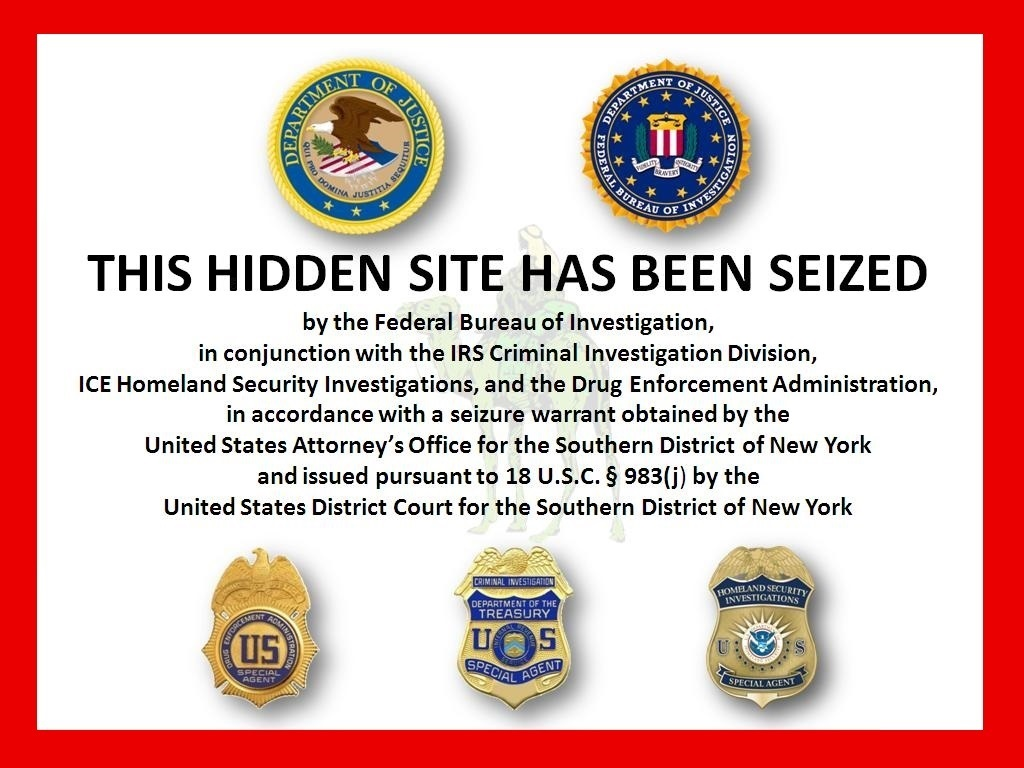
Imagem:Imagem colocada na página inicial do Silk Road após a prisão de Ross William Ulbricht (Dread Pirate Roberts)

Ulbricht foi ligado pela primeira vez a "Dread Pirate Roberts" por Gary Alford, um investigador do IRS trabalhando com a DEA no caso da Silk Road, em meados de 2013. A conexão foi feita ligando o nome de usuário "altoid", usado durante os primeiros dias do Silk Road para anunciar o site, e um fórum no qual Ulbricht, postado sob o apelido "altoid", pediu ajuda sobre programação e deu seu endereço de e-mail, que continha seu nome completo. Em outubro de 2013, Ulbricht foi preso pelo FBI enquanto estava na filial de Glen Park da Biblioteca Pública de São Francisco, e acusado de ser o "mentor" por trás do site.
Para evitar que Ulbricht criptografasse ou excluísse arquivos no laptop que ele estava usando para administrar o site quando foi preso, dois agentes fingiram uma briga de casal. Quando eles o distraíram suficientemente, de acordo com Joshuah Bearman da Wired, um terceiro agente pegou o laptop enquanto Ulbricht estava distraído com a aparente briga e o entregou ao agente Thomas Kiernan. Kiernan, em seguida, inseriu uma unidade flash em uma das portas USB do laptop, com um software que copiava arquivos-chave.

### Julgamento

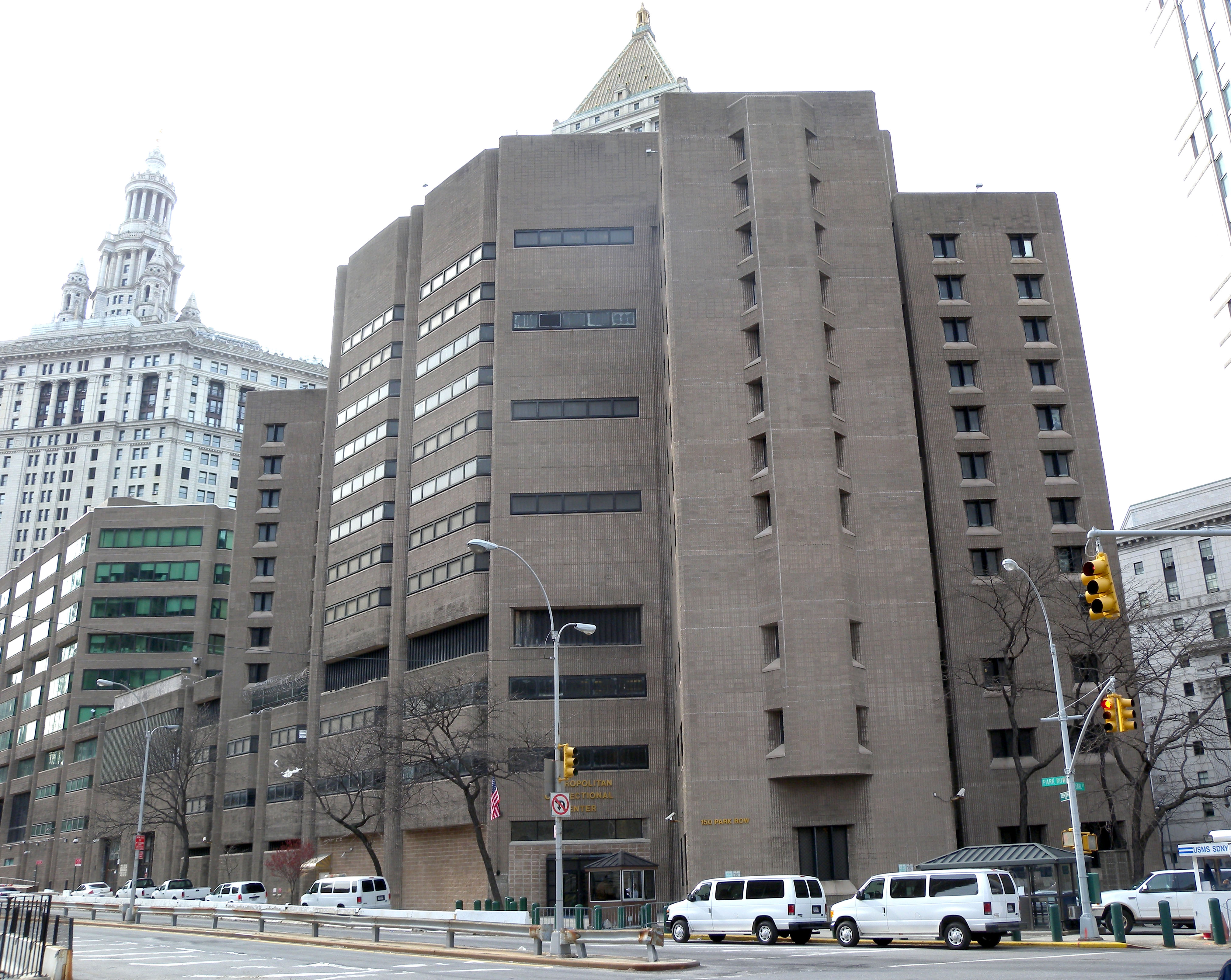
Metropolitan Correctional Center em Nova York onde Ulbritch ficou detido até seu julgamento.

Em 21 de agosto de 2014, Ulbricht foi acusado de lavagem de dinheiro, invasão de computador e conspiração para traficar drogas.  Nenhuma das alegações de homicídio encomendado fazia parte da acusação de Ulbricht em Nova York, embora a evidência tenha sido incluída na sentença de Ulbricht.
Em 4 de fevereiro de 2015, Ulbricht foi condenado em todas as acusações não violentas após um julgamento com júri ocorrido em janeiro de 2015. Em 29 de maio de 2015, ele foi condenado a duas sentenças de prisão perpétua mais quarenta anos, sem a possibilidade de liberdade condicional.Ela também ordenou a apreensão de US $ 183 milhões.
Segundo Forrest, a sentença de prisão perpétua era necessária para mostrar a outros que pudessem seguir o caminho de Ulbricht que há "conseqüências muito sérias".
No último dia do julgamento, Serrin Turner, o promotor de NY, dirigiu-se ao júri e declarou que nenhuma das seis acusações de assassinato de aluguel contratadas ocorreu. Uma acusação de encomendar assassinato foi originalmente apresentada em outubro de 2013 em uma acusação pendente separada em Maryland (que foi posteriormente indeferida em sua totalidade em julho de 2018); as outras cinco alegações nunca foram arquivadas.
Com as mãos cruzadas diante dele, Ulbricht ficou impassível diante da sentença. Ao deixar o tribunal, ele levou consigo fotografias de pessoas que supostamente morreram como resultado das drogas compradas na Silk Road.

### Após a condenação
Os advogados de Ulbricht apresentaram uma apelação em 12 de janeiro de 2016, centrada em alegações de que a promotoria reteve ilegalmente a evidência de má conduta dos agentes da DEA na investigação da Silk Road, pela qual foram condenados. Ulbricht também argumentou que sua sentença foi dura demais. A audiência para o recurso foi realizada em 6 de outubro de 2016. Em 31 de maio de 2017, o Tribunal de Apelações dos Estados Unidos para o Segundo Circuito negou o recurso de Ulbricht e afirmou a sentença de condenação e prisão perpétua em uma opinião escrita por Gerard E. Lynch, Juiz de Circuito dos Estados Unidos.
Em 22 de dezembro de 2017, Ulbricht entrou com seu último recurso junto à Suprema Corte dos Estados Unidos. Sua apelação argumentou duas questões-chave: (1) "Se a apreensão sem autorização de informações de tráfego da Internet de um indivíduo sem causa provável viola a Quarta Emenda"; e (2) "Se a Sexta Emenda permite que os juízes encontrem os fatos necessários para apoiar uma sentença que de outra forma não seria razoável".
Em 5 de fevereiro de 2018, vinte e um amici apresentaram cinco amicus curiae em apoio a Ulbricht, incluindo a National Lawyers Guild, a American Black Cross, a Reason Foundation, a Drug Policy Alliance e a Downsize DC Foundation.
Em 7 de março de 2018, o governo dos EUA apresentou uma resposta à petição da Ulbricht. O governo argumentou que uma decisão sobre a primeira questão do seu recurso deve ser adiada até que uma decisão seja concedida em Carpenter vs. Estados Unidos, que envolve preocupações semelhantes relacionadas à coleta de dados de comunicação. O governo sugeriu a rejeição definitiva da segunda questão, citando a falta de precedente de apoio, bem como observando que a reivindicação da Sexta Emenda não foi levantada antes do arquivamento da petição.
Em 28 de junho de 2018, a Suprema Corte dos EUA se recusou a considerar o recurso da Ulbricht. Um pedido para anulação da sentença de Ulbritch, alegando assistência ineficaz dos advogados de defesa foi rejeitado em agosto de 2019.
Em 20 de julho de 2018, Robert K. Hur, Procurador dos EUA pelo Distrito de Maryland, apresentou uma moção para "rejeitar com preconceito" a acusação que contém as acusações de assassinato de aluguel, significando que as acusações nunca poderão ser resgatadas.Em 26 de julho de 2018, as acusações foram oficialmente desconsideradas pela juíza distrital Catherine C. Blake, que concedeu a moção para rejeição.
Uma petição no site change.org pedindo ao presidente Donald Trump para que conceda clemência a Ulbritch chegou a 165.000 assinaturas até maio de 2019.

## Repercussão do julgamento
O julgamento de Ross não marcou apenas o fim da primeira era da Silk Road, mas abre muitos precedentes.
O FBI alega que descobriu o IP do servidor, e posteriormente sua localização e outras informações que os levariam a Ulbricht, através de uma falha na página de login do site. Porém, na opinião de especialistas, a versão mais plausível da história é que o FBI tenha hackeado a página de login a fim de conseguir seu IP, o que seria considerado ilegal e poderia invalidar o julgamento.
Em julho de 2015 o agente da DEA Carl Force declarou-se culpado de extorsão, lavagem de dinheiro e obstrução de justiça no caso da Silk Road. Ele fechou um contrato de 240 mil dólares com a 20th Century Fox para contar sua história em um filme. Force foi sentenciado a 78 meses de prisão em outubro de 2015.
O caso também expôs que o Tor não é mais tão seguro quanto se pensava. Os endereços IP dos utilizadores podem ser obtidos através de brechas nos routers. E foi descoberto que o FBI vem utilizando em investigações, desde 2012, um malware para burlar algumas camadas do protocolo Tor e conseguir identificar seus usuários.
A confidencialidade da bitcoin também foi posta em causa, com a facilidade com que a promotoria do caso conseguiu ligar mais de 700.000 bitcoins das contas de Ross como provenientes da Silk Road.

## Carreira acadêmica
Antes da história com a Silk Road, Ross teve uma breve carreira como cientista estudando ciência dos materiais. Ele se especializou em com o professor Darrell Schlom da Universidade Estadual da Pensilvânia.
Listados aqui seus artigos publicados:
- Inoue, Kanzan, et al. "Optimization of postproduction heat treatment for plastic solar cells." Optical Science and Technology, the SPIE 49th Annual Meeting. International Society for Optics and Photonics, 2004.
- Inoue, Kanzan, et al. "High efficiency P3HT/PCBM solar cell." MRS Proceedings. Vol. 836. Cambridge University Press, 2004.
- Inoue, Kanzan, et al. "Temperature and time dependence of heat treatment of RR-P3HT/PCBM solar cell." Synthetic metals 154.1 (2005): 41-44.
- Madakasira, Pallavi, et al. "Multilayer encapsulation of plastic photovoltaic devices." Synthetic Metals 155.2 (2005): 332-335.
- Ulbricht, Ross, et al. "Transparent carbon nanotube sheets as 3-D charge collectors in organic solar cells." Solar Energy Materials and Solar Cells 91.5 (2007): 416-419.

## Encarceramento
Durante seu julgamento, Ulbricht ficou encarcerado no Metropolitan Correctional Center, em Nova York. Desde julho de 2017, ele foi encarcerado na Penitenciária dos Estados Unidos, em Florence, com o número do BOP 18870-111. Sua mãe Lyn mudou-se para o Colorado para que ela pudesse visitá-lo regularmente.
Desde então, de acordo com o site do Federal Bureau of Prision, ele está agora na Penitenciária dos Estados Unidos, em Tucson, Arizona, que também é uma prisão de alta segurança.